# Uzbekistan
L'Uzbekistan, ufficialmente Repubblica dell'Uzbekistan (in uzbeco Ўзбекистон Республикаси?, O'zbekiston Respublikasi), anche scritto Usbechistan e attestato come Usbechia nell'italiano di fine '700, è uno Stato dell'Asia centrale. La sua capitale è Tashkent, che conta oltre 3 milioni di abitanti.La superficie è di 448.978 km². La popolazione attuale del paese è di oltre 37,5 milioni di persone.
La valuta è il sum. L'Uzbekistan è uno stato laico con una forma di governo costituzionale semi-presidenziale. L'Uzbekistan è composto da 12 regioni, e dalla repubblica autonoma del Karakalpakstan. L'Uzbekistan è membro dell'Organizzazione degli Stati Turchi, della CSI, dell'ONU, dell'OSCE, dell'SCO. La religione principale è l'Islam e la maggioranza degli uzbeki è musulmana.
Confina a nord e a ovest con il Kazakistan, a est con il Kirghizistan e il Tagikistan, a sud con l'Afghanistan e il Turkmenistan; insieme al Liechtenstein, è uno degli unici due Stati al mondo doppiamente senza sbocco al mare, ovvero, oltre a non avere sbocchi sul mare, confina con Stati anch'essi privi di sbocco sul mare. Le lingue ufficiali sono l'uzbeco e, nella repubblica autonoma del Karakalpakstan, il caracalpaco.

## Storia
I territori dell'attuale Uzbekistan furono compresi nelle satrapie di Sogdiana e Corasmia dell'Impero achemenide, fino alla conquista di Alessandro Magno. Successivamente la regione entrò a far parte degli Imperi dei Parti e sasanide. Nel Medioevo emerge per la prima volta l'elemento turco con la potenza qaraqanide (IX-XII secolo), che si rafforzerà dall'XI secolo a spese del regno persiano dei Samanidi. Questa verrà poi soppiantata dai Mongoli all'inizio del XIII secolo, che fonderanno il regno centroasiatico del Chagatay, peraltro rapidamente turchizzandosi nella lingua e nei costumi. Successivamente, con l'emergere della figura di Tamerlano che si riproponeva di rinnovare i fasti e le conquiste di Gengis Khan, Samarcanda diverrà uno dei grandi centri della civiltà timuride e dell'Asia centrale musulmana.
Nel XIV secolo Samarcanda fu trasformata nella capitale favolosa con «le moschee e i mausolei dalle piastrelle color turchese, (...) da Tamerlano, che vi era nato e «che ora giace sepolto sotto una lapide particolarissima: il più grosso blocco di giada che esista al mondo», come è stato scritto».
Dal XVI secolo, con la dinastia di origine mongola degli Shaybanidi il paese comincia a chiamarsi Uzbekistan e nella seconda metà del secolo la capitale viene spostata a Bukhara. Emergono successivamente due formazioni destinate a durare tra alterne vicende fino alla metà del XIX secolo: il Khanato di Khiva e il Khanato di Bukhara, spesso in conflitto tra loro, e dal Settecento si formerà, più a est, il Khanato di Kokand. La regione fu per tutta l'epoca dell'Impero safavide (XVI secolo - metà del XVIII secolo) al centro di conflitti sia con i sovrani persiani sia, più tardi, con la nascente potenza russa. Nel XIX secolo, l'Impero russo cominciò la sua espansione nell'Asia centrale; ma a differenza di altri territori turchi centroasiatici (Kazakistan, Kirghizistan), Khiva e Bukhara non vennero subito annesse, bensì divennero emirati vassalli della Corona Zarista.
Sullo sfondo è il periodo del "Grande gioco", ovvero del confronto geopolitico e militare tra Impero russo e Impero britannico, che si fa solitamente iniziare nel 1813 e finire con la convenzione anglo-russa del 1907. All'inizio del XIX secolo circa 2 000 miglia separavano l'India britannica e le regioni periferiche della Russia zarista. Gran parte di quelle terre non erano neanche tracciate sulle mappe. Dopo la Rivoluzione bolscevica del 1917 seguì una seconda fase dei rapporti con la Russia, con la creazione, dopo varie complesse vicende, della Repubblica bolscevica di Bukhara. In seguito, nonostante alcune prime resistenze ai bolscevichi, l'Uzbekistan entrò a far parte dell'Unione Sovietica.
Il 1º settembre 1991 l'Uzbekistan, seppur riluttante, dichiarò l'indipendenza. Mentre le tre Repubbliche baltiche guidarono la battaglia per l'indipendenza, quelli dell'Asia centrale ne ebbero timore. "Le forze indipendentiste che spingevano per la separazione dall'Unione Sovietica erano molto deboli in Asia centrale. Dopo il tentativo di colpo di Stato dell'agosto 1991, tutte le nazioni dell'Asia centrale ritennero che l'Unione fosse qualcosa da preservare", scrisse Michael McFaul nella sua "Russia's Unfinished Revolution". Il 30 luglio 2004 si verificarono gli attentati alle ambasciate di Tashkent. Il 13 maggio 2005, violente dimostrazioni di protesta scoppiarono nella città di Andijan, nella regione di Fergana, in seguito alle azioni di antiterrorismo del governo, che portarono all'arresto di 23 cittadini accusati di essere integralisti islamici. In seguito ai tumulti i soldati spararono sulla folla uccidendo molte centinaia di persone (meno di 200 secondo le fonti ufficiali). I dimostranti per ritorsione presero in ostaggio 30 persone. Nello stesso giorno a Taškent, un sospetto kamikaze venne colpito e ucciso all'esterno dell'ambasciata d'Israele. La repressione del presidente Islom Karimov, poi estesa, si ritiene che abbia provocato anche altre vittime, non conteggiate negli elenchi ufficiali. In seguito alla repressione si ritiene che comunque i capi più importanti della rivolta "islamista" siano fuggiti e abbiano trovato rifugio in Afghanistan, dove è stata segnalata la loro presenza nella regione del Vaziristan pakistano.

## Geografia

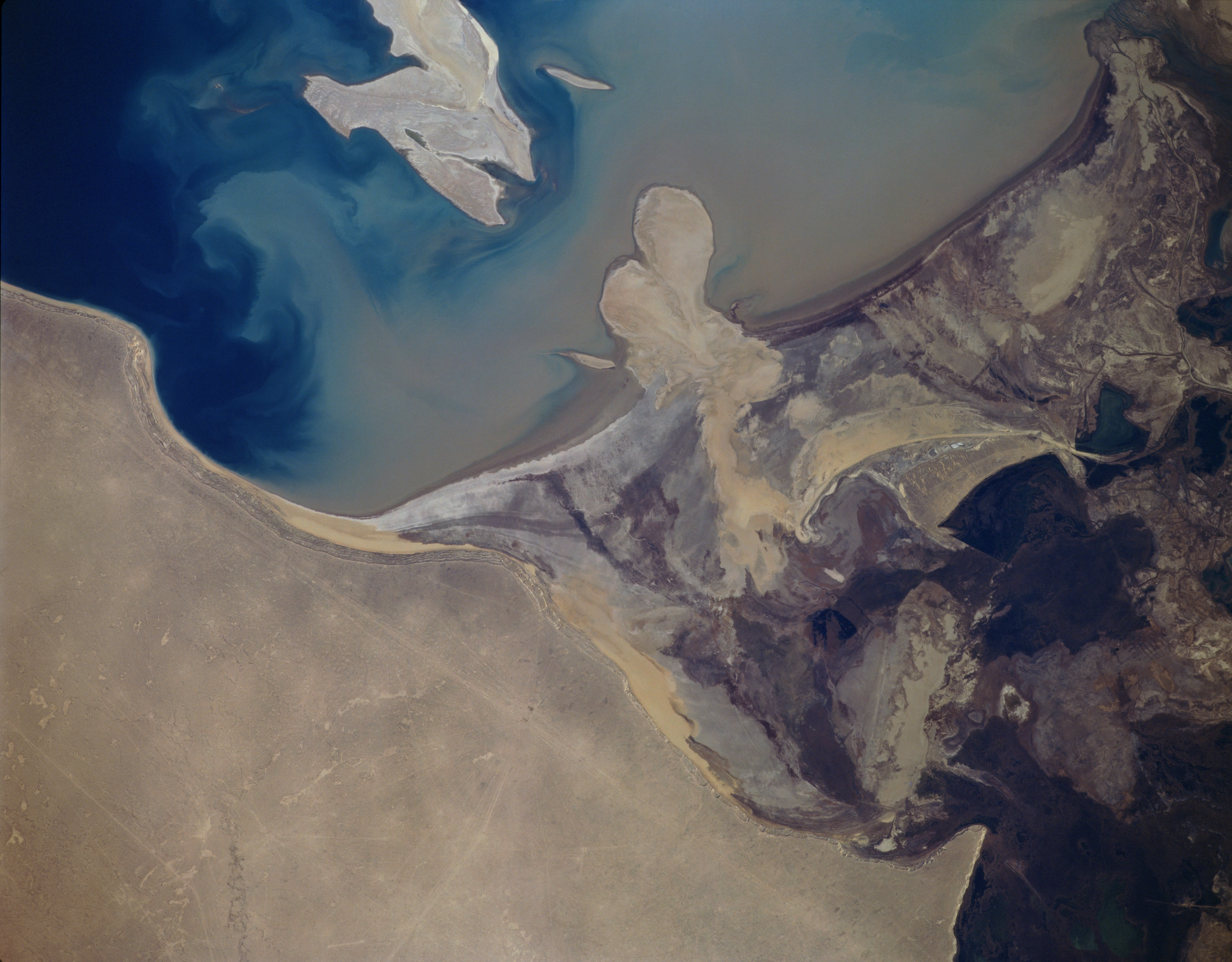
Il delta dell'Amu Darya nel lago d'Aral

Esteso per 1 500 km da nord-ovest a sud-est, con una larghezza media che non supera i 300 km, l'Uzbekistan si allunga dalle falde occidentali del massiccio dell'Alaj (a est), che inquadrano la valle del Fergana (una fossa di sprofondamento), sino alle rive del vastissimo lago d'Aral (a ovest), residuo di un antico mare, a soli 53 m di altitudine. Nel territorio si distinguono due zone geomorfologiche e climatiche.
La parte occidentale è dominata dalla steppa arida del Kizulkum (300 000 km², in parte nel Kazakistan), che arriva sino all'Aral. L'Amu Darya, che segna per un lungo tratto il confine con il Turkmenistan, divide questa zona semidesertica, ricca di giacimenti di gas naturale, dall'altopiano desertico del Karakum (in territorio turkmeno) e dal deserto dell'Ustyurt, che si estende a ovest dell'Aral sino al Caspio. Le pianure che circondano il lago d'Aral appartengono alla Repubblica del Karakalpakstan. In tutta la regione occidentale il clima è continentale secco, con temperature minime in gennaio di -29 °C e massime estive di +45 °C; le precipitazioni sono inferiori a 100 mm annui.
Nella parte orientale, i bacini fluviali del Zeravšan, dell'Amu Darya e del Syr Darya sono separati dalle estreme propaggini dei Tien Shan, dell'Alaj e del Pamir, catene montuose giovani e fortemente sismiche. La più elevata tra queste è quella dei Gissar, dove al confine con il Tagikistan si trova la più alta vetta del paese, il Khazret Sultan (4 643 m s.l.m.) Tra le catene dell'Alatau e dell'Alaj si estende la già menzionata pianura del Fergana, bacino tettonico lungo 300 km e largo 100, bagnato dal Syr Darya e dai suoi affluenti, in cui si concentra una parte rilevante della popolazione. La frontiera con il Tagikistan taglia queste catene e le valli che le separano in modo assai complesso: la valle del Fergana, per esempio, è separata dalla capitale Taškent da territorio tagico. Il controllo dei corsi d'acqua, essenziale per la vita economica, crea rivalità tra i due Paesi. Nelle valli fluviali e sulle pendici montuose la continentalità del clima si attenua e aumentano le precipitazioni (da 300 mm annui nelle pianure a più di 1 000 sui rilievi).
Il 4,6% del territorio è costituito da aree protette.

### Risorse naturali
L'Uzbekistan è ricco di risorse naturali, con significativi giacimenti minerari e riserve di petrolio e gas naturale. Con la quarta riserva di oro più grande al mondo, l'Uzbekistan si classifica al settimo posto tra i produttori mondiali, e la miniera di Muruntau del Paese, gestita dalla Stabilimento minerario e metallurgico di Navoi (NMMC), è tra le più grandi miniere d'oro attualmente operative.
Inoltre, l'Uzbekistan possiede alcune delle riserve di uranio più grandi al mondo, nonché un'abbondanza di metalli di importanza strategica come rame, zinco, piombo, tungsteno e molibdeno. A ciò si aggiunge il potenziale leader dell'Uzbekistan nel campo delle energie rinnovabili, con abbondanti risorse eoliche e solari per guidare la transizione energetica, sia nella regione che oltre.

## Demografia
| 1950 | 6,2  |
| 2000 | 24,8 |
| 2025 | 37,7 |

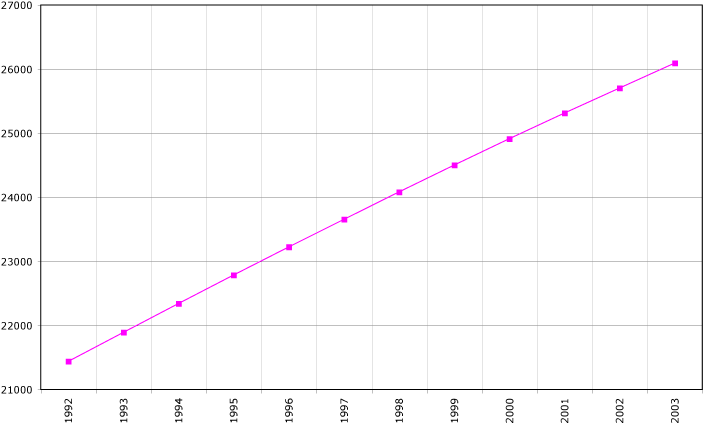
Crescita demografica dal 1992 al 2003

Piramide della popolazione del 2023

L'Uzbekistan è lo Stato più popoloso dell'Asia centrale. I suoi 37,5 milioni. di abitanti, concentrati nel Sud e nell'Est del paese, costituiscono infatti circa la metà della popolazione totale dell'area. Pertanto, la crescita demografica nel 2024 è stata del 2%, ovvero 743 400 persone. Questi dati sono stati presentati dall'Agenzia di Statistica sotto la presidenza dell'Uzbekistan. Della popolazione totale, 18,9 milioni (50,4%) sono uomini e 18,6 milioni (49,6%) sono donne. La maggioranza della popolazione è uzbeka, che rappresenta l'84,4% della popolazione. L'Uzbekistan è una repubblica multinazionale abitata da rappresentanti di circa 130 nazionalità e gruppi etnici.
Come in altri paesi dell'Asia centrale, la popolazione della Repubblica dell'Uzbekistan è relativamente "giovane", la maggior parte è in età lavorativa. Il 42% della popolazione totale è costituito da giovani in età lavorativa, il 51% è in età lavorativa, il 7% è in età lavorativa.
Composizione etnica della popolazione dell'Uzbekistan nel 2021:
- Uzbeki: 29,2 milioni di persone, pari all'84,4% della popolazione
- Tagiki: 1,7 milioni di persone
- Kazaki: 821 200 persone
- Karakalpaki: 752 700 persone
- Russi: 720 300 persone
- Kirghizi: 291 600 persone
- Turkmeni: 206 200 persone
- Tatari: 187 300 persone
- Coreani: 174 200 persone
- Ucraini: 67 900 persone
- Azeri: 41 200 persone
- Bielorussi: 18 500 persone
- Altre nazionalità: 426 400 persone.[25]

## Istruzione
L'Uzbekistan ha un alto tasso di alfabetizzazione: il 99,9% degli adulti di età superiore ai 15 anni sa leggere e scrivere. Tuttavia, poiché solo il 76% della popolazione di età inferiore ai 15 anni frequenta attualmente la scuola (e solo il 20% dei bambini di età compresa tra 3 e 6 anni frequenta la scuola materna), questa percentuale potrebbe diminuire in futuro. Gli studenti frequentano la scuola dal lunedì al sabato durante l'anno scolastico e l'istruzione formale termina alla fine dell'undicesimo anno. Secondo l'Agenzia di Statistica dell'Uzbekistan, il numero di istituti di istruzione generale in Uzbekistan all'inizio dell'anno accademico 2022/2023 era di 10.522. All'inizio dell'anno accademico 2022/2023, la quota di ragazzi sul numero di studenti negli istituti di istruzione secondaria generale era del 51,3%, mentre la quota di ragazze era del 48,7%.
La spesa pubblica per l'istruzione in Uzbekistan è stata pari al 5,6% del PIL nel 2019 e al 6,2% del PIL nel 2021. Nel 2019, della spesa totale per l'istruzione, il governo ha destinato la quota maggiore all'istruzione secondaria (circa il 65%), all'istruzione prescolare (21%), all'istruzione superiore (10%) e all'istruzione secondaria speciale (4%).
Nel 2023, l'UNICEF ha supportato il governo dell'Uzbekistan nello sviluppo di una Roadmap per la Riforma dell'Istruzione, che mira a unire gli sforzi del governo, dei partner per lo sviluppo, degli insegnanti, dei genitori, degli studenti e delle comunità scolastiche per raggiungere gli obiettivi strategici delineati di un'istruzione di qualità trasformativa. In tempi recenti l'apertura di sedi di istituti universitari esteri come il Politecnico di Torino o l’Università di Westminster ha arricchito l'offerta di cultura di livello elevato nel Paese.

### Etnie
| Gruppo etnico     | Censimento 19261 | Censimento 19261 | Censimento 19392 | Censimento 19392 | Censimento 19593 | Censimento 19593 | Censimento 19704 | Censimento 19704 | Censimento 19795 | Censimento 19795 | Censimento 19896 | Censimento 19896 |
| Gruppo etnico     | Numero           | %                | Numero           | %                | Numero           | %                | Numero           | %                | Numero           | %                | Numero           | %                |
| ----------------- | ---------------- | ---------------- | ---------------- | ---------------- | ---------------- | ---------------- | ---------------- | ---------------- | ---------------- | ---------------- | ---------------- | ---------------- |
| Uzbeki            | 3 467 226        | 73,0             | 4 804 096        | 65,1             | 5 038 273        | 62,2             | 7 733 541        | 64,7             | 10 569 007       | 68,7             | 14 142 475       | 71,4             |
| Russi             | 245 807          | 5,2              | 727 331          | 11,6             | 1 090 728        | 13,5             | 1 495 556        | 12,5             | 1 665 658        | 10,8             | 1 653 478        | 8,4              |
| Tagiki            | 350 670          | 7,4              | 317 560          | 5,1              | 311 375          | 3,8              | 457 356          | 3,8              | 594 627          | 3,9              | 933 560          | 4,7              |
| Kazaki            | 191 126          | 4,0              | 305 416          | 4,9              | 335 267          | 4,1              | 549 312          | 4,6              | 620 136          | 4,0              | 808 227          | 4,1              |
| Tartari           | 28 335           | 0,6              | 147 157          | 2,3              | 397 981          | 4,9              | 442 331          | 3,7              | 531 205          | 3,5              | 467 829          | 2,4              |
| Caracalpachi      | 142 688          | 3,0              | 181 420          | 2,9              | 168 274          | 2,1              | 230 273          | 1,9              | 297 788          | 1,9              | 411 878          | 2,1              |
| Tartari di Crimea |                  |                  |                  |                  | 46 829           | 0,6              | 135 426          | 1,1              | 117 559          | 0,8              | 188 772          | 1,0              |
| Coreani           | 30               | 0,0              | 72 944           | 1,2              | 138 453          | 1,7              | 151 058          | 1,3              | 163 062          | 1,1              | 183 140          | 0,9              |
| Kirghisi          | 79 610           | 1,7              | 89 044           | 1,4              | 92 725           | 1,1              | 110 864          | 1,0              | 142 182          | 0,7              | 174 907          | 0,8              |
| Ucraini           | 25 335           | 0,5              | 70 577           | 1,1              | 87 927           | 1,1              | 114 979          | 1,0              | 113 826          | 0,7              | 153 197          | 0,8              |
| Turkmeni          | 31 492           | 0,7              | 46 543           | 0,7              | 54 804           | 0,7              | 71 066           | 0,6              | 92 285           | 0,6              | 121 578          | 0,6              |
| Turchi            | 371              | 0,0              | 474              | 0,0              | 21 269           | 0,3              | 46 398           | 0,4              | 48 726           | 0,3              | 106 302          | 0,5              |
| Ebrei             | 37 621           | 0,8              | 50 676           | 0,8              | 94 303           | 1,2              | 102 843          | 0,9              | 99 836           | 0,7              | 94 689           | 0,5              |
| Armeni            | 14 862           | 0,3              | 20 394           | 0,3              | 27 370           | 0,3              | 34 470           | 0,3              | 42 374           | 0,3              | 50 537           | 0,3              |
| Azeri             | 20 764           | 0,4              | 3 645            | 0,1              | 40 511           | 0,5              | 40 431           | 0,3              | 59 779           | 0,4              | 44 410           | 0,2              |
| Uiguri            | 36 349           | 0,8              | 50 638           | 0,8              | 19 377           | 0,2              | 24 039           | 0,2              | 29 104           | 0,2              | 35 762           | 0,2              |
| Baschiri          | 624              | 0,0              | 7 516            | 0,1              | 13 500           | 0,2              | 21 069           | 0,2              | 25 879           | 0,2              | 34 771           | 0,2              |
| Altri             | 77 889           | 1,6              | 98 838           | 1,6              | 126 738          | 1,6              | 198 570          | 1,7              | 176 274          | 1,1              | 204 565          | 1,0              |
| Totale            | 4 750 175        | 4 750 175        | 6 271 269        | 6 271 269        | 8 105 704        | 8 105 704        | 11 959 582       | 11 959 582       | 15 389 307       | 15 389 307       | 19 810 077       | 19 810 077       |

Secondo le stime ufficiali, nel 2017 gli uzbeki costituivano di gran lunga il gruppo etnico principale (83,8%), seguiti da tagiki (4,8%), kazaki (2,5%), russi (2,3%) e caracalpachi (2,2%). Le stime di cui sopra però soffrono del fenomeno della uzbekizzazione forzata della società voluta dal presidente Karimov, scomparso nel 2016.
In sostanza molte persone si dichiarano di etnia uzbeka senza esserlo. I meticci, incroci fra due o più etnie, rappresentano probabilmente ben più della metà della popolazione.

### Lingue
L'uzbeco (una lingua turca orientale) è la lingua ufficiale ed è parlata dalla maggioranza della popolazione. Vi è stato un tentativo dal 1991 di trascriverla mediante l'alfabeto latino, ma al momento viene utilizzato solo per i siti web, per la valuta locale, il som uzbeko e per i luoghi turistici e d'interesse più rilevanti (stazioni, ecc.); negli altri ambiti, soprattutto quello della stampa e della cartellonistica, è ancora ampiamente utilizzato l'alfabeto cirillico. Nella regione autonoma del Karakalpakstan ha status di lingua ufficiale, accanto all'uzbeco, il caracalpaco. Tra le lingue parlate dalle minoranze è importante il tagiko, diffuso ancora a Bukhara e a Samarcanda e collegato alla prestigiosa tradizione della letteratura persiana.
Il russo è la lingua interetnica e viene largamente usato - parallelamente all'uzbeko - nella vita comune, soprattutto nei grandi centri urbani e per la gran parte delle attività commerciali e governative.

### Religione

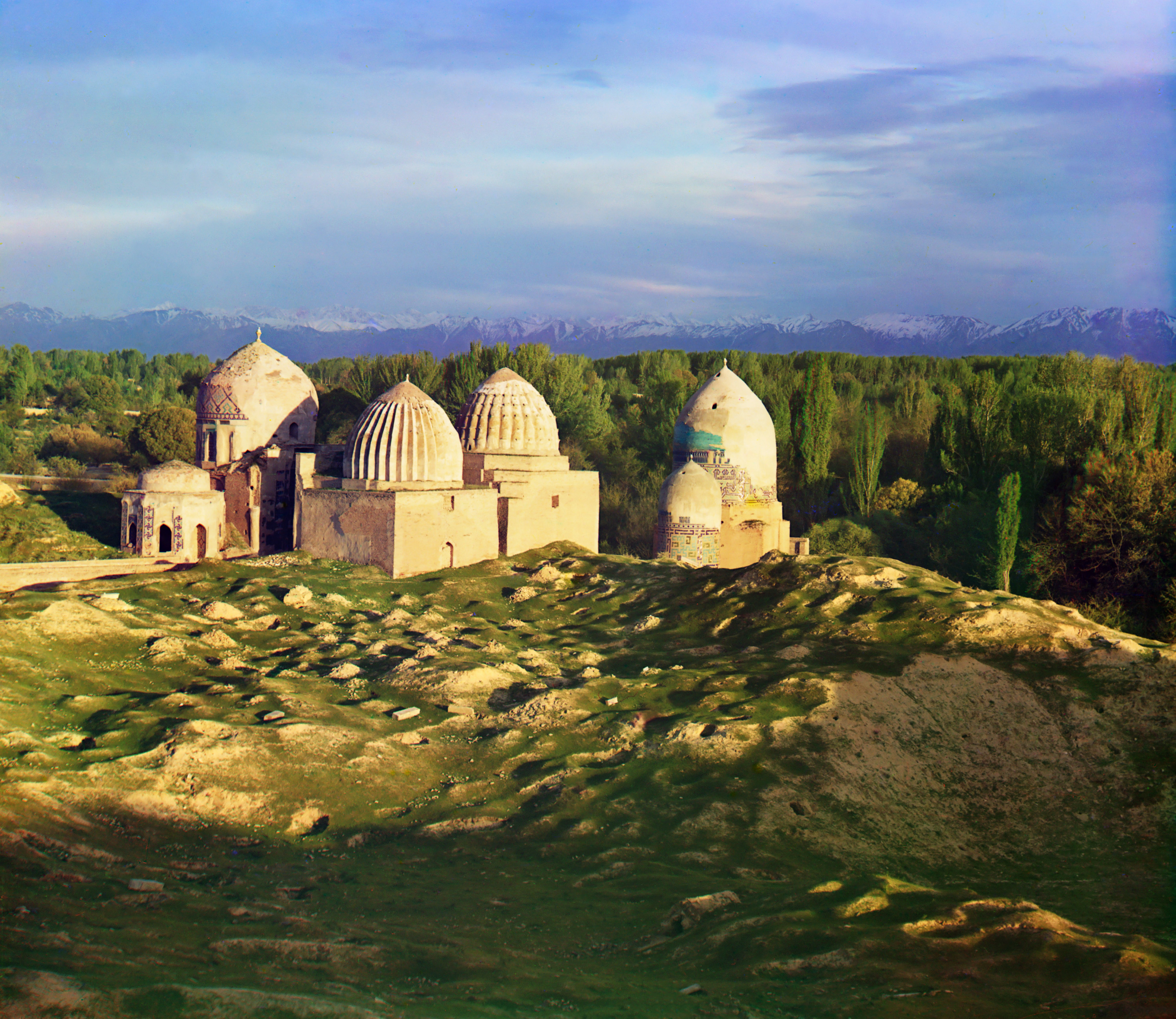
Mausolei di Shah-i-Zinda a Samarcanda

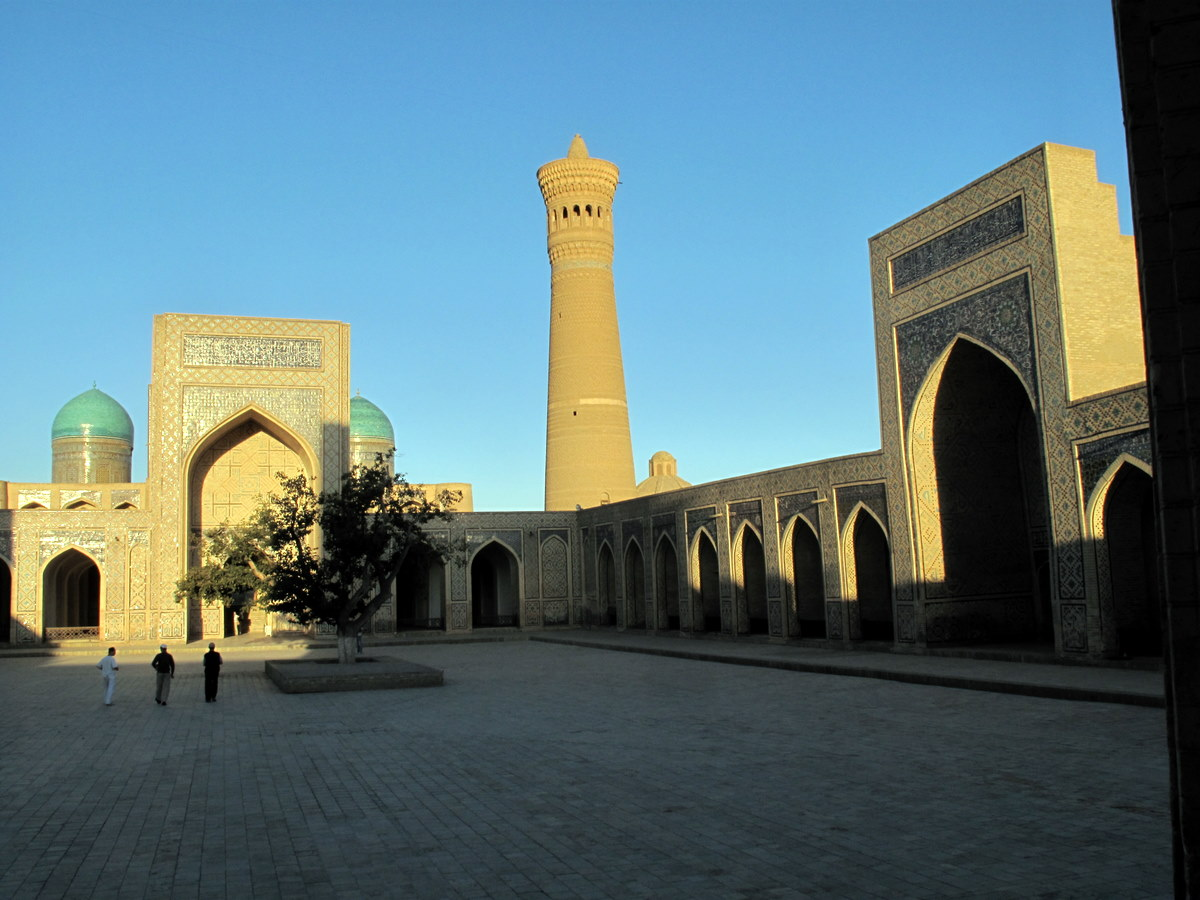
Moschea di Bukhara

Secondo una ricerca stilata nel 2009 dal Dipartimento di Stato degli Stati Uniti d'America, il 79% degli uzbeki aderisce all'Islam e il 5% alla Chiesa russo-ortodossa, mentre il rimanente 16% professa altri credi religiosi. Una relazione del Pew Research Center, invece, riferisce che 96,3% degli uzbeki sono musulmani. Si registrano inoltre alcune migliaia di ebrei, ciò che resta di un'antica e consistente comunità in gran parte emigrata in Israele e negli USA.
Come in altri paesi dell'Asia centrale, la pratica dell'Islam, pur predominante, non è unitaria e riflette tradizioni, movimenti di riforma e secolarizzazioni che si sono avvicendati specialmente nel corso del Novecento: ne risulta che il 54% dei musulmani non aderisce ad alcuna corrente, mentre sunniti e sciiti sono rispettivamente il 18% e l'1%.

## Ordinamento dello Stato

### Suddivisioni amministrative

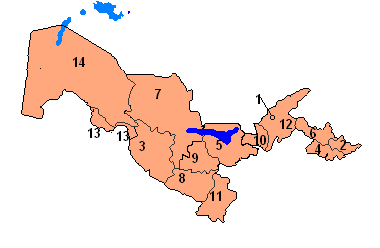
Regioni dell'Uzbekistan

L'Uzbekistan è diviso in dodici regioni (viloyatlar, al singolare: viloyat), una repubblica autonoma (Karakalpakstan, 14) e una città indipendente (Tashkent, 1).
In dettaglio le regioni sono:
- Andijan (2)
- Bukhara (3)
- Jizzax (5)
- Fergana (4)
- Kashkasarya (8)
- Khorezm (13)
- Namangan (6)
- Navoiy (7)
- Samarcanda (9)
- Sirdaryo (10)
- Surxondaryo (11)
- Tashkent (12)

## Politica
L'Uzbekistan è una repubblica costituzionale presidenziale unitaria. La Costituzione dell'Uzbekistan (O'zbekiston Respublikasining Konstitutsiyasi), che risale all'8 dicembre 1992, prevede un sistema presidenziale con separazione dei poteri tra i rami esecutivo, legislativo e giudiziario. Il potere legislativo è esercitato dalle due camere dell'Oliy Majlis. Il potere giudiziario è esercitato dalla Corte suprema, dalla Corte costituzionale e dalla Corte economica superiore. Il potere esecutivo è esercitato dal governo e dal primo ministro dell'Uzbekistan. Il presidente è il capo di Stato ed è eletto con voto popolare per un mandato di cinque anni. La vita politica del paese è tuttavia dominata dal presidente e dal governo centralizzato che insieme esercitano un controllo quasi completo sugli altri rami. Nel 2016 il Democracy Index ha indicato il paese come Stato autoritario.

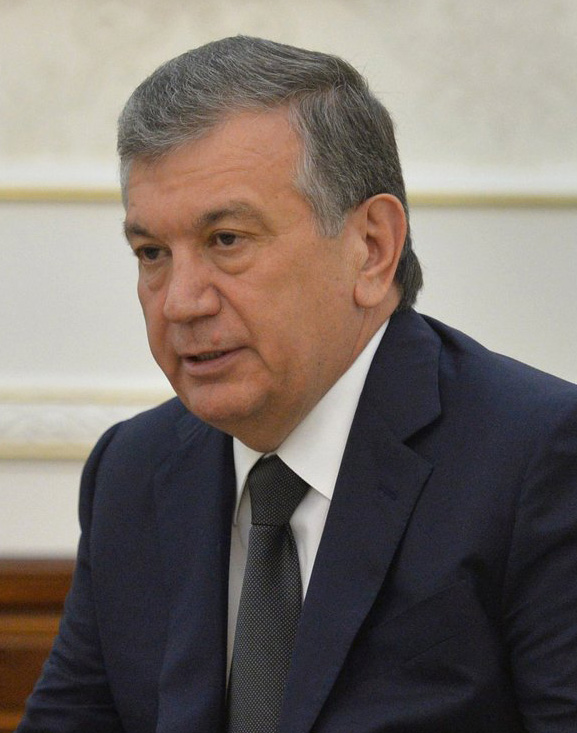
Shavkat Mirziyoev, presidente dell'Uzbekistan dal 2016

### Politica interna
Dopo che l'Uzbekistan ha dichiarato l'indipendenza dall'Unione Sovietica nel 1991, si sono tenute le elezioni e Islom Karimov è stato eletto primo presidente dell'Uzbekistan il 29 dicembre 1991. Islom Karimow ha guidato il paese fino al 2 settembre 2016. Formatosi nelle strutture burocratiche ex sovietiche e artefice dell'indipendenza nazionale, egli aveva strutturato un regime fortemente personalistico, trasformando radicalmente le vecchie strutture sovietiche e recuperando gli antichi costumi uzbeki ereditati in particolare dagli antichi Khanato di Chiva ed Emirato di Buchara. Si sono così prepotentemente riaffermati i concetti di clan e di tribù, che oggi sono alla base della vita sociale uzbeka. Da segnalare anche il recupero di antiche tradizioni e costumi risalenti ai tempi d'oro di Samarcanda, specialmente in occasione degli eventi più importanti della vita (nascite, matrimoni, funerali).
Karimov aveva assai puntato sul recupero di questi costumi, in opposizione da un lato ai costumi russi d'importazione, dall'altro ai costumi islamici a loro volta prepotentemente in rinascita. Gli stessi oppositori di Karimov si sono organizzati in clan e in certe zone del Paese hanno ottenuto notevoli poteri amministrativi dal Governo centrale. Karimov aveva basato gran parte della sua propaganda nazionale sulla lotta all'islamismo terrorista, ciò che gli ha permesso anche in politica estera di avere un certo successo sia nei rapporti con la Russia, sia in quelli con gli Stati Uniti, cui ha concesso numerose basi militari nel suo territorio.
Dopo la morte di Islam Karimov, il secondo presidente Shavkat Mirziyoyev, ha iniziato un nuovo corso. Ha dichiarato infatti di volere abolire la schiavitù del cotone e l'uso sistematico del lavoro minorile. Questo ha portato a un miglioramento delle relazioni con i paesi vicini di Kirghizistan, Tagikistan e Afghanistan.
Un referendum costituzionale si è tenuto in Uzbekistan il 30 aprile 2023. Doveva tenersi sulle proposte di emendamento costituzionale.
Il Parlamento ha approvato il referendum il 15 marzo 2023. Gli emendamenti sono stati accettati nel referendum con oltre il 90% a favore.
Il presidente Shavkat Mirziyoyev è stato rieletto nel 2021 per un secondo mandato in elezioni che sono state notate per la mancanza di competizione. Tuttavia, non è eleggibile per la carica nel 2026, in conformità con l'attuale costituzione, poiché limita i presidenti a due mandati di cinque anni ciascuno.
La Corte costituzionale ha stabilito che se gli emendamenti costituzionali proposti saranno approvati dagli elettori, il presidente in carica Mirziyoyev sarà in grado di cercare un terzo mandato, poiché la durata del mandato è stata modificata e non aveva ancora servito due mandati completi. Gli osservatori hanno criticato il referendum per aver incluso disposizioni che potrebbero consentire a Mirziyoyev di rivendicare un terzo o addirittura un quarto mandato in futuro, con molti preoccupati per il percorso delle riforme del paese e se il "disgelo uzbeko" sotto Mirziyoyev continuerà. È anche la settima volta che la costituzione uzbeka viene modificata in modo significativo dal 1992, dopo i precedenti tentativi di azzerare i termini precedenti ed eludere i limiti di mandato. Lo Stato, simbolicamente, cerca di inquadrare il popolo uzbeko come l'autore principale di questa proposta costituzionale.
Agli elettori è stato chiesto se approvavano una proposta di legge costituzionale che avrebbe rivisto l'attuale costituzione.
Siz O'zbekiston Respublikasi Konstitutsiyasi to'g'risidagi O'zbekiston Respublikasi Konstitutsiyaviy Qonunini qabul qilasizmi?
Alcuni dei cambiamenti suggeriti nel referendum, tra gli altri, sono:
- estendere il mandato presidenziale da 5 a 7 anni
- aggiungendo che l'Uzbekistan è uno Stato "legale, sociale e laico" (oltre all'attuale Stato "sovrano" e "democratico")
- introdurre un linguaggio che scoraggi lo Stato dal danneggiare i diritti e le libertà delle persone e dei cittadini (anche in politica estera)
- aggiungendo diritti/protezioni per gli accusati in crimini per i quali non sono ancora stati condannati, oltre a vietare l'estradizione, la pena capitale (costituzionalmente, come in precedenza era proibita dal decreto presidenziale) e la punizione crudele e insolita, e aggiungendo la difesa della doppia incriminazione.
- rendere retroattive tutte le leggi che esentano o attenuano la punizione per un reato
- garantire il diritto alla riservatezza delle comunicazioni e il diritto alla libertà di comunicazione in assenza di un provvedimento del tribunale
- garantire il diritto alla protezione dei dati personali; aggiungendo che "ogni individuo ha il diritto di prendere conoscenza delle informazioni raccolte su di loro negli organi statali, negli organi di autogoverno dei cittadini, nelle associazioni pubbliche, nelle organizzazioni e di correggere informazioni errate, nonché illegalmente ha il diritto di richiedere la distruzione dei dati che sono stati raccolti o non hanno una base legale"
- l'aggiunta di protezioni del lavoro come una retribuzione equa e un salario minimo di sussistenza, il divieto di discriminazione salariale o l'interruzione di gravidanza contro le donne a causa di gravidanza o figli e il diritto al congedo parentale retribuito
- aggiungendo che lo Stato fornirà alloggi ai cittadini socialmente bisognosi e a basso reddito che richiedono un miglioramento delle condizioni abitative (soggetto a legge), garantendo la promozione dei diritti dei disabili e vietando la discriminazione contro i disabili
- Ai cittadini è garantita (soggetta alla legge) una quantità minima di cure mediche gratuite presso il punto di servizio, comprese le cure urgenti e di emergenza
- codificare un impegno per la tutela dell'ambiente e lo sviluppo sostenibile
- "Tutti hanno diritto all'istruzione. L'istruzione generale gratuita è garantita dallo Stato. Gli affari scolastici sono sotto il controllo statale" a "Tutti hanno diritto all'istruzione. Lo Stato sostiene lo sviluppo dell'educazione e dell'educazione prescolare. Lo Stato garantisce il diritto di ogni bambino a seguire una formazione obbligatoria di un anno per l'ammissione agli istituti di istruzione secondaria generale. L'istruzione secondaria generale gratuita è garantita dallo Stato. L'istruzione secondaria generale è obbligatoria.
  - Il lavoro scolastico, l'istruzione prescolare e l'educazione saranno sotto il controllo statale. L'educazione inclusiva e l'educazione sono organizzate in organizzazioni educative per bambini con bisogni educativi speciali e capacità individuali. Lo Stato deve garantire che i giovani di talento continuino la loro istruzione indipendentemente dalla loro situazione finanziaria. Lo Stato deve creare pari condizioni per lo sviluppo di istituzioni e organizzazioni educative statali, private e di altro tipo. Rafforzare lo status del personale docente in tutti gli aspetti è l'obiettivo e il compito responsabile della società e dello Stato. Non è consentito interferire con le attività professionali del personale docente, nonché impedire loro di adempiere ai loro obblighi di servizio.
  - aggiungendo che "Tutti hanno il diritto di ottenere un'istruzione superiore gratuita nelle istituzioni educative pubbliche su base competitiva. Le organizzazioni di istruzione superiore e di ricerca scientifica hanno diritto all'autogestione, alla libertà accademica e alla libertà di ricerca e insegnamento nel quadro stabilito dalla legge. Lo Stato sostiene lo sviluppo della scienza e l'instaurazione di relazioni scientifiche con la comunità scientifica mondiale".
  - aggiungendo che "Ogni individuo ha il diritto di proteggere i propri diritti e le proprie libertà in tutti i modi non proibiti dalla legge".
  - aggiungendo che "la concorrenza sleale e la monopolizzazione non sono consentite nell'attività economica. I risultati dell'esproprio e della privatizzazione non possono essere rivisti e cancellati".
  - introduzione dell'espropriazione forzata in casi particolari (come previsto dalla legge), a condizione di anticipo ed equo compenso al proprietario
  - aggiungendo che il matrimonio "deve essere basato sui valori tradizionali della famiglia del popolo dell'Uzbekistan"
  - aggiungendo che una persona che è membro dell'Oliy Majlis non può essere membro del Consiglio Supremo del Karakalpakstan allo stesso tempo
  - prorogare il termine per l'invio al Senato delle leggi approvate dall'Oliy Majlis (dalla data di adozione della legge) dagli attuali 10 giorni a 20 giorni; prorogare da 10 a 20 giorni il termine per l'invio delle leggi approvate dal Senato al Presidente per la firma e la promulgazione (dalla data di approvazione della legge); estendere il termine per la firma e la promulgazione della legge approvata dal Senato dagli attuali 20 giorni a 2 mesi
  - separare il potere rappresentativo ed esecutivo nel governo regionale (in precedenza entrambi sarebbero stati detenuti dall'Hokim regionale)
  - chiarendo che la Corte costituzionale può "prendere in considerazione i reclami dei cittadini e delle persone giuridiche in merito alla verifica della costituzionalità della legge applicata loro dal tribunale in un caso specifico".

### Politica estera
L'Uzbekistan è membro delle Nazioni Unite, della Comunità degli Stati Indipendenti, dell'OSCE, del Fondo Monetario Internazionale, dell'Organizzazione per la Cooperazione di Shanghai e dell'Organizzazione della cooperazione islamica. Inoltre è paese osservatore insieme al Tagikistan dell'Unione economica eurasiatica. I principali partner commerciali del paese sono Cina, Turchia, Russia e Kazakistan.

## Istruzione

### Università
L'Università nazionale dell'Uzbekistan, intitolata a Mirzo Ulugbek, è stata istituita nel 1918.

## Cultura

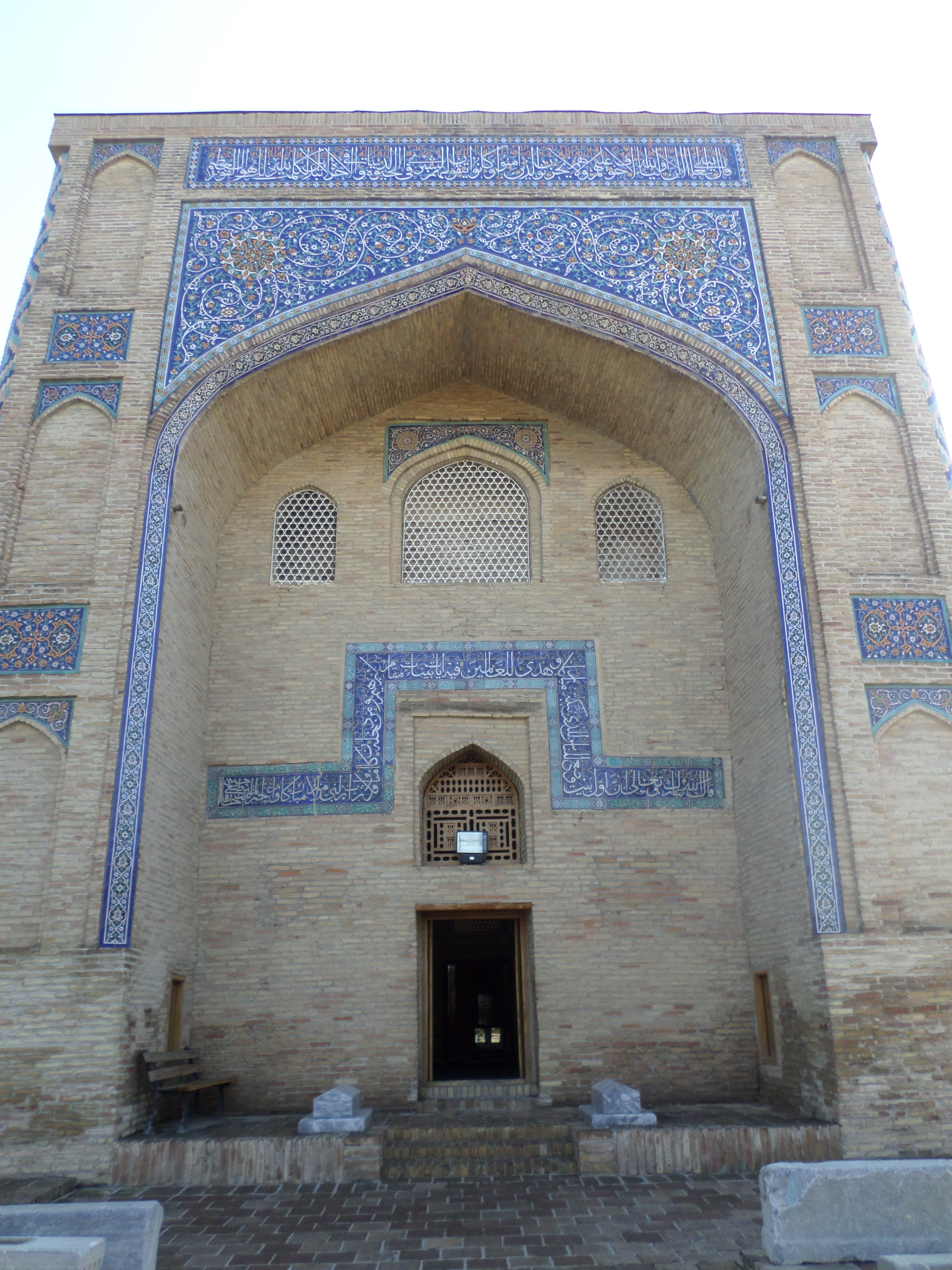
Mausoleo de Abu Bakr Muhammad ibn Ismail Kaffol Shoshi o Hazrat Imam Taškent

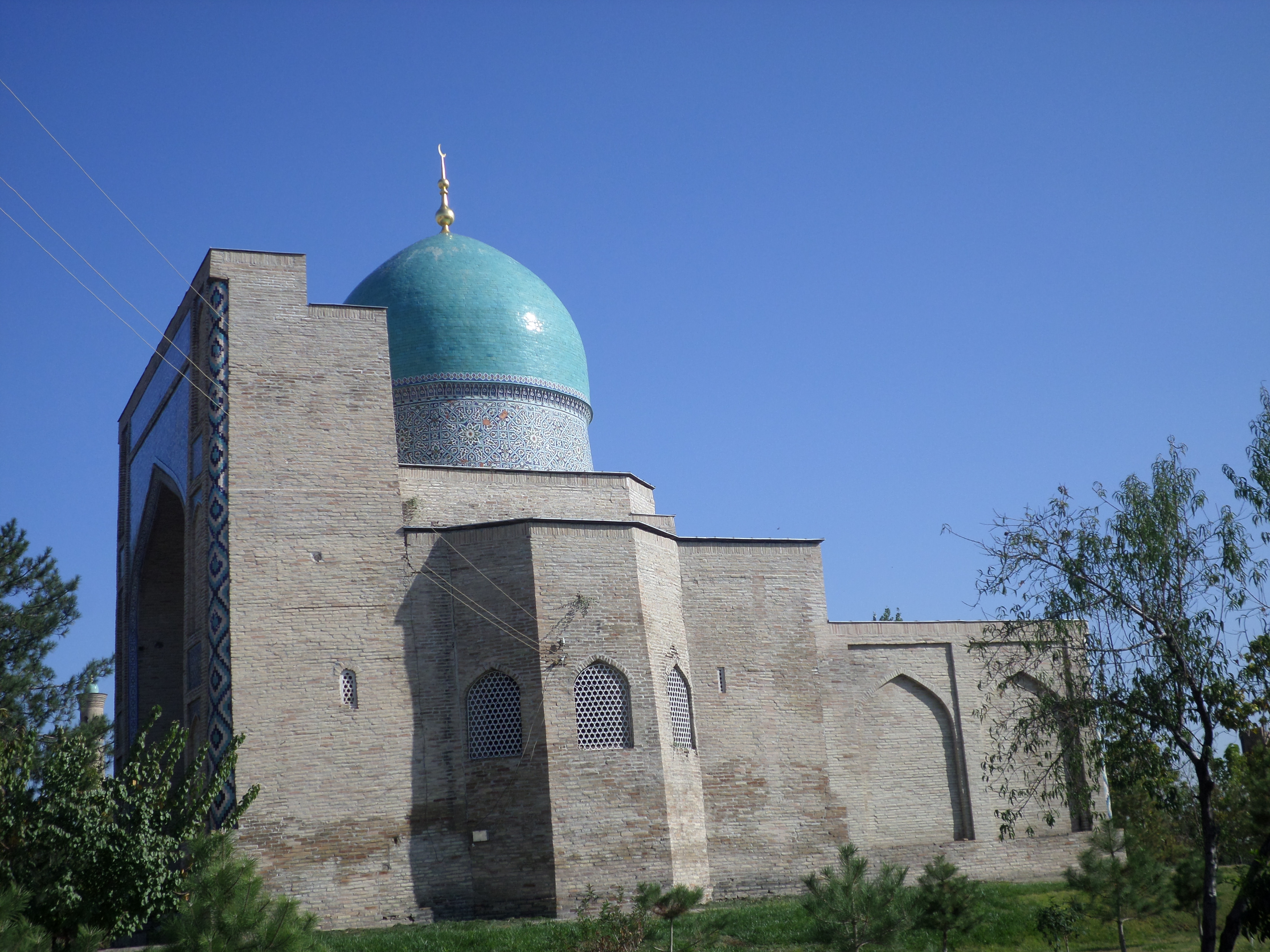
Mausoleo de Abu Bakr Muhammad ibn Ismail Kaffol Shoshi o Hazrat Imam Taškent

### Letterature dell'Uzbekistan
Storicamente la corte iranica di Bukhara fu il primo grande centro di diffusione della letteratura persiana sin dal X secolo. Il territorio dell'attuale Uzbekistan cominciò a venire gradualmente turchizzato a partire dall'epoca qarakhanide (X-XII secolo), e l'elemento iranico vi divenne demograficamente minoritario dall'epoca mongola. Tra le prime grandi figure è quella del mistico sufi e poeta Ahmad Yasawi (morto nel 1166), cui è attribuito un canzoniere di quartine mistico-moraleggianti e che è pure all'origine dell'omonima confraternita mistica dei "Yasawi". Altra notevole figura è quella del lirico Khwarizmi (XIV secolo) autore di un notevole poema: il Libro dell'amore (mohabbat-name). Ma la cultura letteraria fu sempre monopolizzata dal persiano almeno fino al periodo timuride, ossia l'epoca inaugurata dall'emergere di Tamerlano a cavallo tra il XIV secolo e il XV secolo.
Nel XV secolo si afferma con il grande poeta e poligrafo bilingue (persiano e turco) Ali Sher Nava'i (morto nel 1501 a Herat) la prima orgogliosa rivendicazione della piena dignità letteraria del turco dell'Asia centrale (turco chagatay): a questo scrittore, autore di poemi e canzonieri, è dovuto infatti un celebre trattatello che mette a confronto pregi e difetti delle due lingue. A Babur (morto nel 1530), sovrano salito al trono nel 1494 e pronipote di Tamerlano, si deve un famoso diario, il Babur-name, in cui le impressioni e esperienze personali si alternano alla narrazione delle imprese di conquista, soprattutto quelle relative alla campagna d'India che getterà le basi dell'Impero Moghul. Dopo di allora il bilinguismo tra gli scrittori turchi dell'Asia centrale rimane comunque diffuso. A partire dall'Ottocento avviene una progressiva familiarizzazione con la cultura europea, mediata dalla Russia zarista che assoggetta progressivamente il territorio uzbeko alla propria sovranità.
Figura di rilievo della prima metà del XX secolo fu il poeta Hamza Hakimzade Niyazi (1889-1929).
In epoca sovietica, quando avviene il passaggio dall'alfabeto arabo all'alfabeto cirillico, si va progressivamente affermando la supremazia di una letteratura in turco uzbeco; ma la consistente minoranza persofona tagica continua a mantenere accesa la fiaccola della tradizione letteraria persiana. A livello estetico e tematico, la letteratura uzbeca di epoca sovietica si va decisamente sintonizzando con i dettami del "realismo socialista" e delle "forme nazionali" dell'arte; molti scrittori compongono anche in russo. Con la recentemente riacquistata indipendenza, dopo la caduta dell'URSS, si sono messe in moto altre complesse dinamiche di distanziamento dalla cultura russa e di contemporaneo rinsaldamento del legame con la tradizione islamica da un lato, e con il patrimonio folklorico-culturale panturco dall'altro. Uno dei primi cambiamenti è stata la reintroduzione nel 1991 dell'alfabeto latino, vietato da Stalin nel 1940, tuttavia il cirillico è tuttora l'alfabeto più usato. Il passaggio all'indipendenza non ha invece significato maggior libertà di espressione artistica, come prova emblematicamente il caso dello scrittore Hamid Ismailov autore del romanzo satirico The Railway (2006), messo al bando dalle autorità.

### Siti Patrimonio dell'Umanità UNESCO
L'Uzbekistan vanta cinque siti culturali e due siti naturali inseriti nella Lista del Patrimonio dell'Umanità UNESCO. I siti culturali sono:
- Itchan Kala (Khiva), aggiunto nel 1990
- Centro storico di Bukhara, aggiunto nel 1993
- Centro storico di Shakhrisyabz, aggiunto nel 2000
- Samarcanda – Crocevia di culture, aggiunto nel 2001
- Vie della Seta: corridoio Zarafshan-Karakum, aggiunto nel 2023[37][38]

I siti naturali sono:
- Tian-Shan occidentale, aggiunto nel 2016
- Deserti invernali freddi di Tūrān, aggiunti nel 2023[39] Oltre ai siti iscritti, l'Uzbekistan elenca anche trentacinque proprietà nel suo elenco provvisorio.[39]

### Musica
Strumento musicale del popolo uzbeko è il rubab. Tipica musica e danza tradizionale è rappresentata dal lazgi. Tra le cantanti uzbeke affermatesi nel XXI secolo spiccano Ozoda e Shahzoda.

### Cinema
In ambito cinematografico possiamo ricordare il film Bo Ba Bu (1998), ambientato in Uzbekistan, e diretto dal regista Ali Hamroyev. Altra regista, ma anche sceneggiatrice, di spicco è Saodat Ismailova, che ha avuto diversi riconoscimenti internazionali.

### Arte

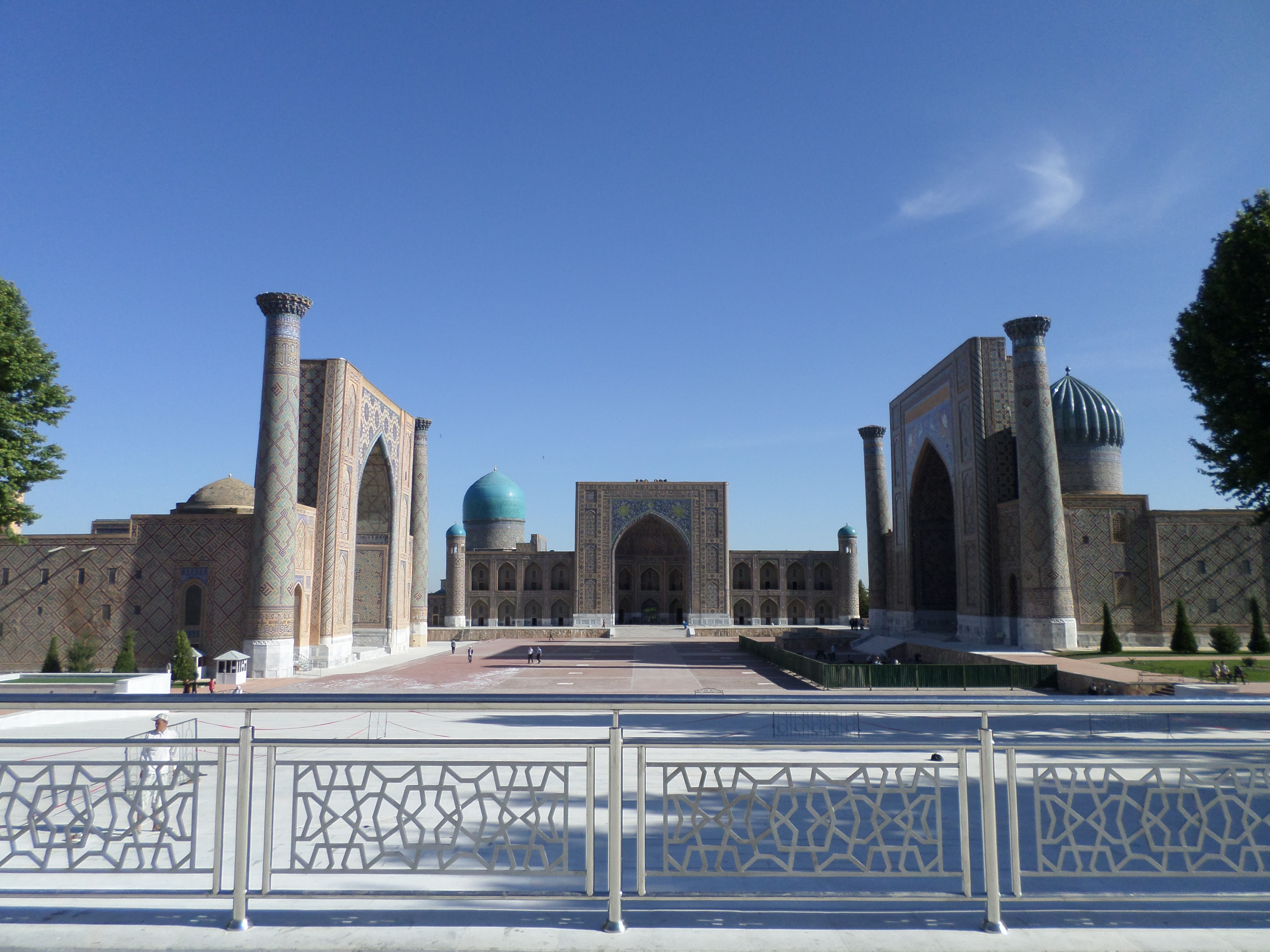
Le tre madrase nella piazza del Registan a Samarcanda

L'arte preislamica del territorio uzbeco va inquadrata nella storia dell'arte delle grandi formazioni storico-culturali succedutesi nell'area: achemenide, greco-battriana, partica, sasanide. L'arte uzbeca contemporanea si inserisce nella grande tradizione dell'arte islamica cui, dal XIX secolo, si sono via via aggiunti gli influssi di correnti occidentali soprattutto attraverso la mediazione della cultura russa zarista e, più tardi, sovietica (realismo socialista, "forme nazionali" di arte, ecc.).

### Patrimoni dell'umanità
Diversi siti dell'Uzbekistan sono iscritti nella Lista dei patrimoni dell'umanità dell'UNESCO.

### Scienza

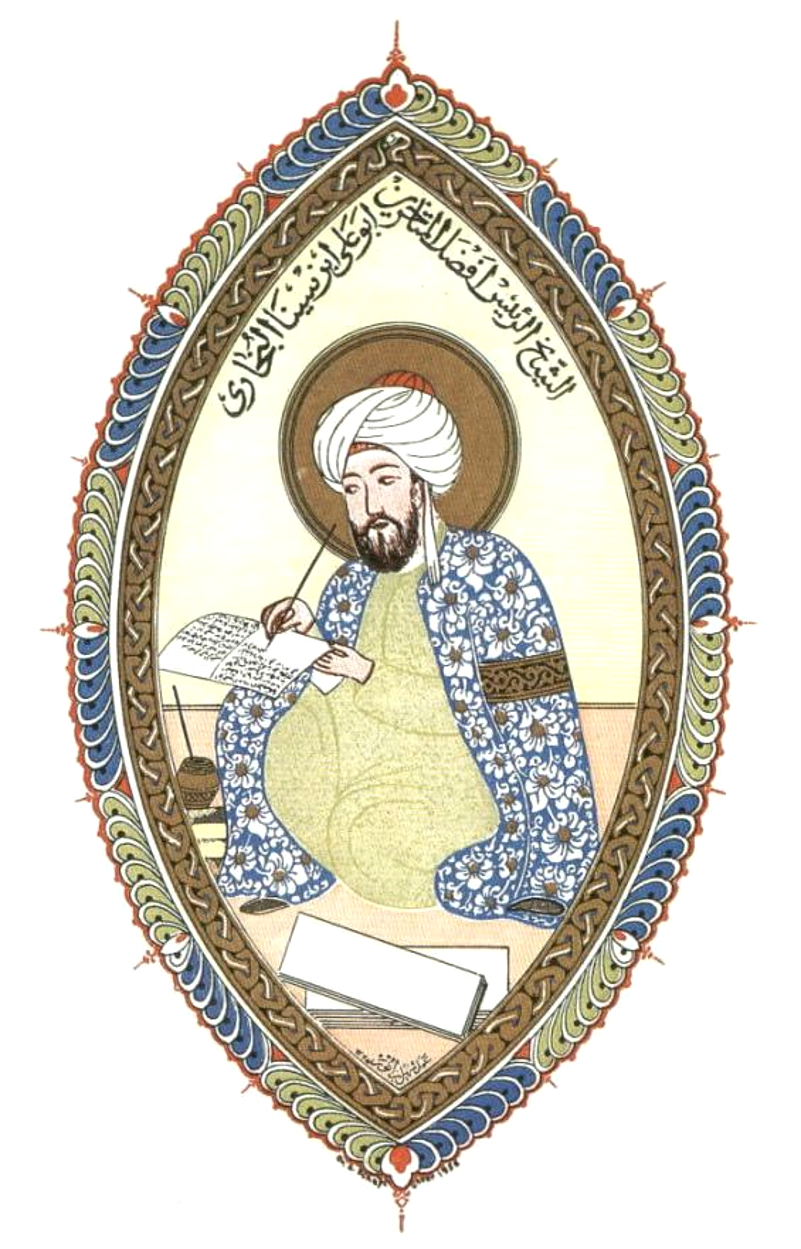
Avicenna.

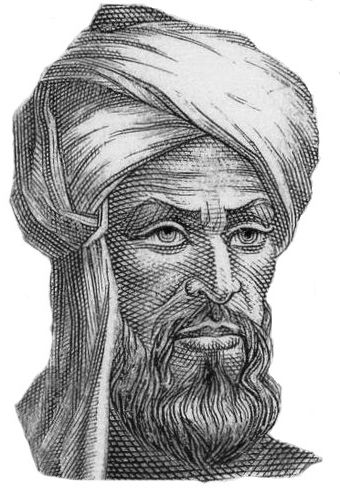
Ritratto di Muḥammad al-Khwārizmī.

Nel 780 circa, nella regione Corasmia ovvero l'attuale regione di Khorezm, nacque lo scienziato Muḥammad al-Khwārizmī, il padre dell'algebra. Questi diede importanti contributi in matematica, astronomia e geografia. La parola algebra deriva dal nome del suo libro Al-kitāb al-ǧabr wa l-muqābala (Al-Jabr) che tratta la risoluzione di equazioni di primo e di secondo grado. La parola algoritmo altro non è che la trascrizione latina del suo nome.
Nel 980 circa ad Afshona, nella regione di Bukhara, allora parte dell'impero dei Samanidi, nacque il grande filosofo Avicenna (Ibn Sinā), considerato da molti il padre della medicina moderna e ricordato in particolare per le due famose opere: Il canone della medicina e Il libro della guarigione.
Un'altra importante personalità culturale nata in Uzbekistan fu Al-Biruni, che diede importanti contributi nel campo matematico, dell'astronomia e della medicina.

### Gastronomia
La cucina uzbeka si inserisce all'interno delle cucine dell'Asia centrale.

## Economia

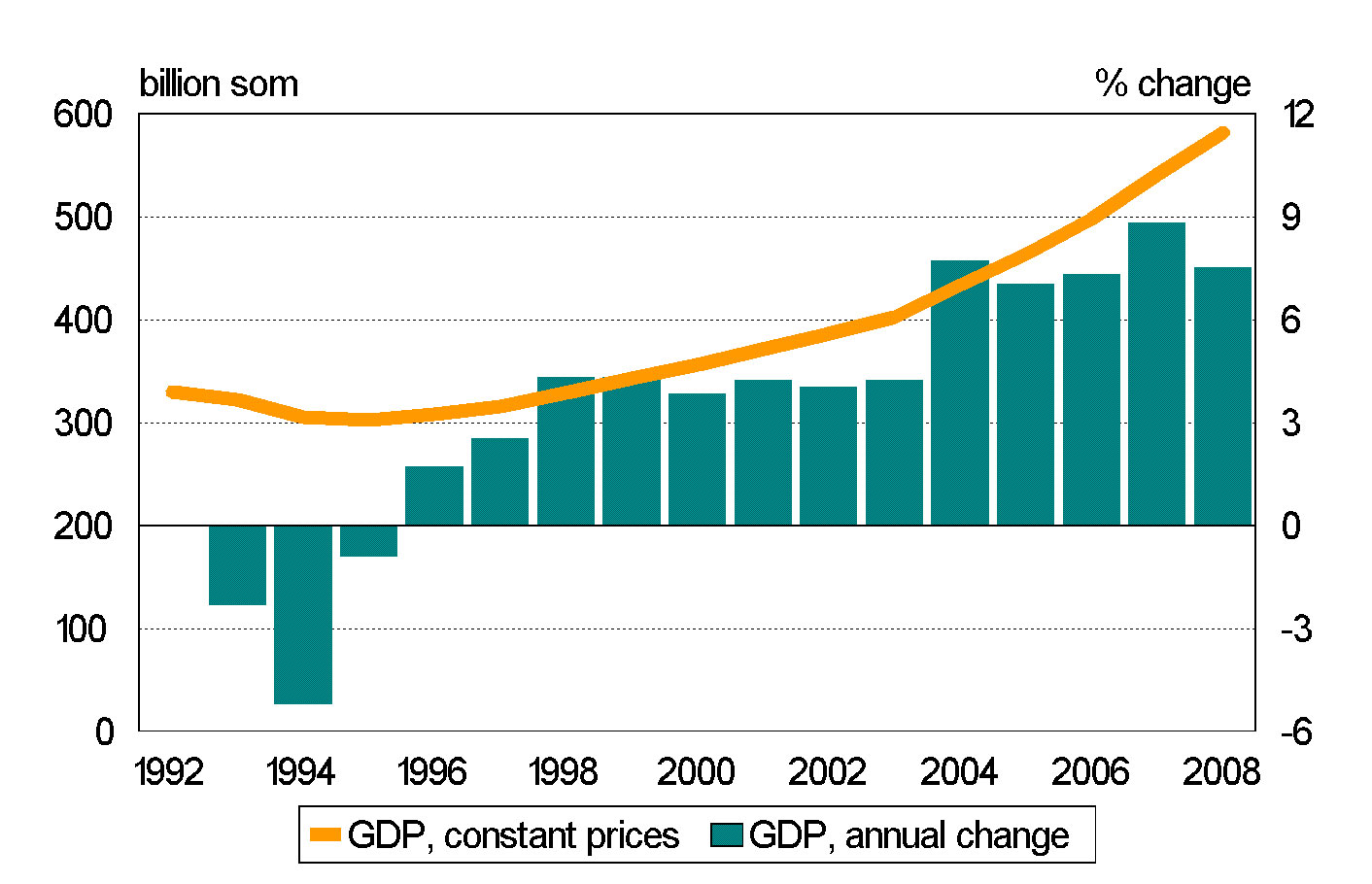
Crescita del prodotto interno lordo in Uzbekistan dal 1992 al 2008

L'economia dell'Uzbekistan è dominata da due realtà. La prima è la massiccia irrigazione artificiale e la fertilizzazione delle regioni aride e semiaride, necessarie per mantenere la produzione del cotone grezzo, la sua principale coltura (l'Uzbekistan è il secondo produttore mondiale dopo gli Stati Uniti d'America), come risultato dei grossi sforzi intrapresi nel settore dell'economia e dell'ecologia. La seconda (presente anche nelle altre repubbliche centroasiatiche) è il crollo del vecchio sistema commerciale sovietico che ha trasformato il paese, incentivando la produzione di una grande quantità di materie prime piuttosto che di prodotti finiti, nonostante l'esistenza di industrie nei dintorni di Tashkent, Samarcanda, Bukhara e nella valle di Fergana.
L'Uzbekistan, privo di sbocchi sul mare, deve affrontare notevoli difficoltà per far arrivare i propri prodotti sui mercati delle valute forti.
L'Uzbekistan si è assunto il difficile compito di limitare la propria dipendenza dal mercato del cotone e di riportare il fertile suolo della parte orientale del Paese alla produzione agricola policolturale.
Altre importanti colture sono la frutta e il riso, specialmente nella valle del Fergana, che è anche il principale centro di bachicoltura e di sericultura (Marghilan e Andijan). L'allevamento di animali predomina nelle aride regioni occidentali, soprattutto nella regione di Bukhara, dove viene allevata la pecora Karakul, con la sua lana vellutata, tinta in diversi colori.

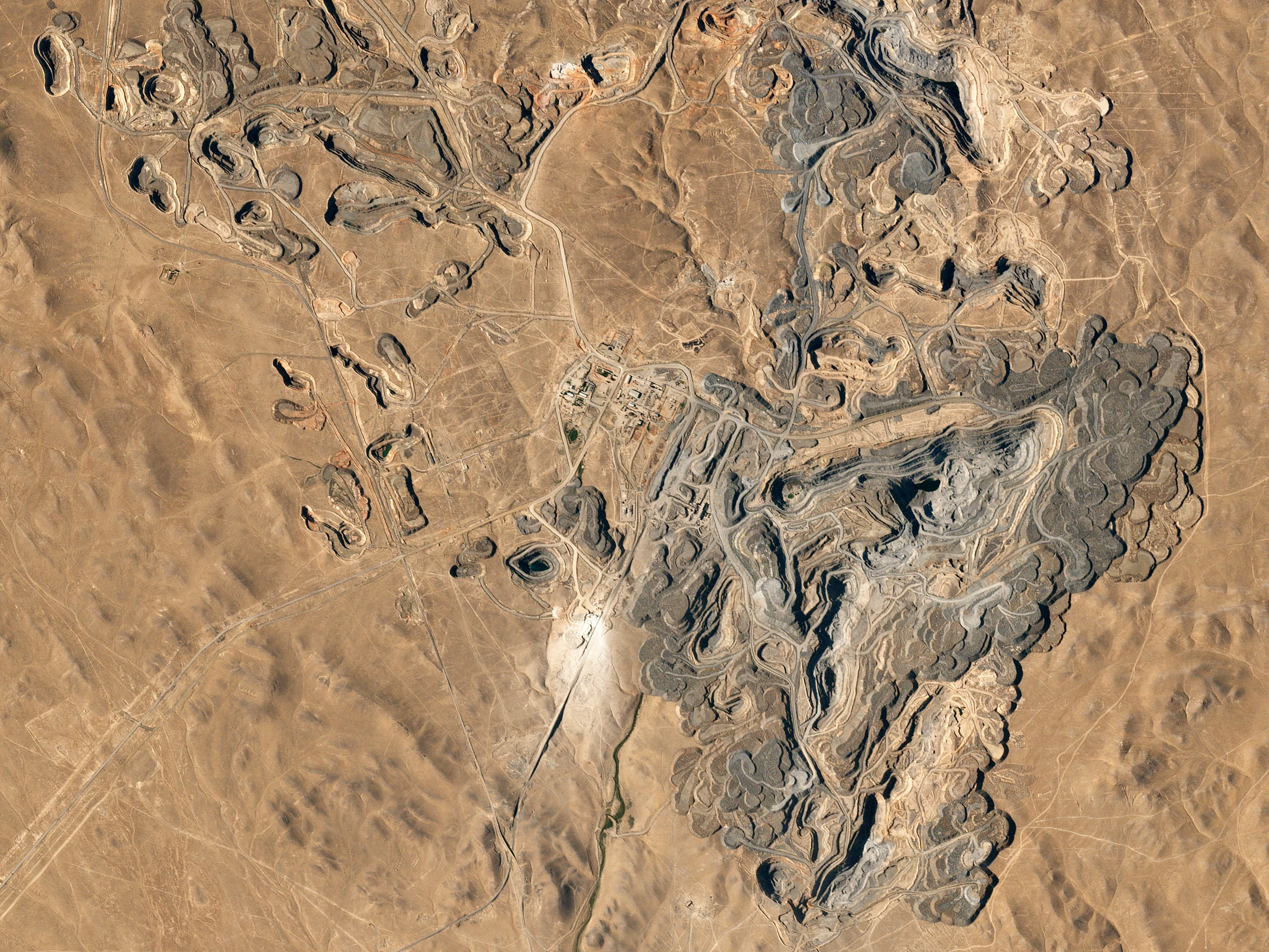
Miniera d'oro di Kokpatas vista dal satellite

L'Uzbekistan è all'ottavo posto nel mondo per la produzione di oro. La miniera di Muruntau nel deserto di Kyzylkum è ritenuta la più grande miniera d'oro a cielo aperto del mondo. Altre risorse naturali sono carbone, gas naturale, petrolio, uranio e metalli non ferrosi e rari. Circa il 3% del paese è costituito da foreste e il legname viene importato. La maggior parte dell'energia elettrica prodotta, proviene da centrali termiche, per lo più alimentate a carbone, circa il 15% da centrali idroelettriche.
Il governo ha investito in nuove infrastrutture, attirando investimenti esteri su larga scala, soprattutto nel settore tessile e automobilistico, e si sta impegnando a rendere il paese indipendente per quanto riguarda energia elettrica, cibo, petrolio e gas. I principali prodotti di esportazione sono naturalmente il cotone grezzo (più del 40% del valore di tutta la produzione agricola) il filo, i tessuti e l'abbigliamento di cotone, oltre ai metalli non ferrosi. Più dei quattro quinti del commercio uzbeko si svolge ancora con i paesi della Comunità degli Stati Indipendenti (CSI).
La politica del governo, intesa a sostituire gradualmente i lavoratori russi con manodopera centroasiatica, ha provocato, soprattutto negli anni fra il 2000 e il 2010, una fuga di cervelli all'estero, dove tra l'altro lavora una quota imponente di uomini compresi nella fascia d'età fra i 18 e i 40 anni che, con le loro rimesse, costituiscono una voce importante del bilancio dello Stato. Il presidente Shavkat Mirziyoev ha adottato a partire dal 2017 una politica aperturista, cercando di invertire il processo emigrativo e attirare personalità accademiche a supporto della pubblica istruzione e per la riqualificazione del Paese.
Sono presenti diversi istituti universitari europei, fra i quali spiccano il Politecnico di Torino e l'Università di Westminster.
L'economia è ancora in parte protetta da barriere doganali. La valuta locale, il som uzbeko, è dal 2018 tornato a essere una moneta convertibile benché vi siano ancora molti limiti all'esportazione di valuta. La fattispecie ha attivato un forte flusso di capitali stranieri e investimenti, soprattutto nel settore immobiliare e nello sfruttamento delle risorse minerarie.
Stando alle cifre del 2017 della Banca Mondiale, l'Uzbekistan è un Paese con un reddito, a parità di potere d'acquisto (PPA) annuo di 6 990 dollari (poco più di 500 dollari al mese). Il salario medio a Tashkent, città che rappresenta di fatto un'oasi economica a sé stante, è di circa 250 dollari al mese netti per le figure comuni, di circa 350 per le figure mediamente qualificate e di circa 1 000 e anche più dollari per quelle molto qualificate (economisti, ingegneri, avvocati, informatici, medici). Nelle periferie urbane e nelle campagne gli stipendi possono essere invece di molto inferiori, lo stipendio medio di un operaio si aggira intorno ai 150 dollari e viene praticato ancora il baratto essendo moltissime le famiglie che hanno animali da cortile, mucche e orti e spesso trovano più conveniente scambiare questi prodotti con altri a disposizione dei vicini piuttosto che venderli sul mercato locale. Il costo della vita è molto più basso in confronto a quello europeo ma decisamente alto in rapporto agli stipendi medi. I prodotti d'importazione, essendo soggetti a dazi pesanti, possono costare anche il 200% in più rispetto ai mercati occidentali.
Nonostante tutto il PIL uzbeko è cresciuto con una media decisamente alta e approssimabile intorno all'8%. L'Uzbekistan si sta trasformando lentamente in un Paese manifatturiero. La produzione di auto (imponenti gli investimenti della General Motors), di elettrodomestici, di semilavorati del cotone, spinge in alto l'economia nazionale e il tenore di vita, perlomeno nei grandi centri urbani e in particolar modo nella capitale Tashkent, città che si è trasformata negli ultimi anni fino a diventare una città molto attrezzata, bella esteticamente e fornita di tutti i servizi di una città moderna.
La popolazione uzbeka è concentrata nel Sud del paese e lungo i principali fiumi, dove il territorio è più fertile. I principali gruppi etnici che costituiscono la popolazione sono, oltre agli uzbeki, russi, tagiki, karakalpaki e tatari. La percentuale di alfabetizzazione della popolazione è abbastanza alta, tra le più alte al mondo, e si attesta intorno al 97%.

## Trasporti
In Uzbekistan sia la rete stradale sia le infrastrutture portuali lungo il fiume Amu Darya risultano arretrate e penalizzate da una scarsa manutenzione. All'inizio del XXI secolo importanti investimenti sono stati dedicati sia al trasporto aereo sia a quello ferroviario attraverso un piano statale di ammodernamento con investimenti per oltre 10 miliardi di dollari nel solo settore trasporti che ha realizzato opere strategiche di notevole importanza quali ad esempio la linea ferroviaria ad alta velocità Tashkent - Bukhara oppure la nuova linea ferroviaria Angren - Pap che permette un collegamento ferroviario diretto fra la Valle di Fergana e il resto del Paese un tempo possibile solo attraverso il Tagikistan. Significativo il nuovo collegamento ferroviario con l'Afghanistan, che ha connesso ed esteso il sistema ferroviario a scartamento largo russo, adottato in Uzbekistan, da Hairatan a Mazar-i Sharif all'interno di questo ultimo paese. L'evenienza che l'Uzbekistan rappresenti uno dei principali crocevia della Nuova Via della Seta "One Belt One Road", ha riversato nel settore trasportistico capitali ingentissimi. Il settore è in continuo e veloce sviluppo.

### Aviazione Civile
Dopo la dichiarazione di indipendenza della Repubblica dell'Uzbekistan, in conformità con il Decreto del Presidente della Repubblica dell'Uzbekistan del 28 gennaio 1992, è stata creata la compagnia aerea nazionale Uzbekistan Airways sulla base del Dipartimento per l'Aviazione Civile dell'Uzbekistan, che era sotto la giurisdizione dell'ex Ministero dell'Aviazione Civile dell'Unione. Il trasporto aereo è uno dei settori trainanti dell'economia dell'Uzbekistan e contribuisce allo sviluppo dei legami internazionali, economici, diplomatici e culturali del Paese con il mondo esterno. A Tashkent, Nukus, Samarcanda, Bukhara, Urgench, Termez, Karshi, Namangan, Fergana, Navoiy sono presenti aeroporti dotati di attrezzature moderne. L'Aeroporto Internazionale di Tashkent è il più grande aeroporto internazionale della regione dell'Asia Centrale. Anche gli aeroporti di Bukhara, Samarcanda e Urgench hanno lo status internazionale. La compagnia aerea nazionale Uzbekistan Airways effettua regolarmente 20 voli internazionali. Sono stati aperti 44 uffici di rappresentanza nelle città di Europa, America, Asia sud-orientale e nei paesi della Comunità degli Stati Indipendenti. Nel corso degli anni di indipendenza, il Governo della Repubblica di L'Uzbekistan ha stanziato 1 miliardo e 200 milioni di dollari per l'industria aeronautica. Sono stati effettuati investimenti per un importo di dollari statunitensi e sono state costruite infrastrutture moderne e sviluppate. Tutti i voli internazionali vengono effettuati con aerei Boeing 767/757, A-310 e U-85. La compagnia aerea nazionale Uzbekistan Airways collabora con importanti aziende europee come Airbus, Boeing, l'ufficio di progettazione russo Ilyushin e aziende tedesche e francesi in vari settori.

## Sport

Humo Arena a Tashkent

### Pugilato
Il pugilato è anche uno degli sport più popolari in Uzbekistan. L'Uzbekistan vanta quattro campioni olimpici, vincitori di due medaglie d'argento e otto di bronzo alle Olimpiadi in questo sport. Il paese vanta anche altri vincitori di medaglie nel pugilato ai Campionati asiatici di pugilato dilettanti, agli Giochi asiatici e ai Campionati Mondiali. Alle Olimpiadi estive 2016, la squadra di pugilato dell'Uzbekistan si è classificata al primo posto nel medagliere, vincendo 3 medaglie d'oro, 2 d'argento e 2 di bronzo. Alle Giochi della XXXIII Olimpiade, la squadra di pugilato dell'Uzbekistan ha ottenuto risultati ancora migliori: cinque pugili uzbeki hanno ricevuto medaglie d'oro.

### Lotta
L'Uzbekistan ha ottenuto ottimi risultati nella disciplina della lotta con Artur Tajmazov, oro mondiale nel 2003 e nel 2006.

### Calcio
Il calcio è lo sport più popolare in Uzbekistan. La Nazionale di calcio dell'Uzbekistan ha ottenuto un importante risultato nel 1994 vincendo la medaglia d'oro ai Giochi asiatici, tenutisi in Giappone. Il campionato di calcio più importante dell'Uzbekistan è la O'zbekiston Superligasi, che dal 2015 conta 16 squadre. L'attuale campione (2022) è il Pakhtakor Tashkent FK. Il Pakhtakor detiene il record per il maggior numero di titoli di campione dell'Uzbekistan, avendo vinto il campionato dieci volte. Le squadre di calcio uzbeke partecipano regolarmente alla AFC Champions League Elite e alla Coppa di Lega. FC Nasaf Qarashi ha vinto la AFC Cup nel 2011, la prima coppa internazionale per club di calcio uzbeko.
Eldor Shomurodov è un calciatore uzbeko, attaccante della A.S. Roma. Il 2 agosto 2021, l'A.S. Roma ha annunciato l'acquisizione di Shomurodov con un contratto quinquennale del valore di 17,5 milioni di euro più bonus. Ha esordito 17 giorni dopo nella prima partita di José Mourinho da allenatore, in trasferta contro il Trabzonspor, nell'andata dei play-off di UEFA Europa Conference League 2021-22 (Percorso principale)|play-off di UEFA Europa Conference League. In seguito è diventato il primo giocatore uzbeko a vincere una competizione UEFA importante, con il suo club che ha trionfato nella finale della UEFA Europa Conference League 2022, per la quale è stato sostituito all'ultimo minuto.
Nel 2025, il calciatore internazionale uzbeko Abdukodir Khusanov, difensore centrale, si è trasferito dal Lens al Manchester City con un contratto di quattro anni e mezzo, diventando il primo giocatore uzbeko a competere in Premier League.
Nelle qualificazioni al mondiale 2026, la nazionale uzbeka arriva seconda alle spalle dell'Iran, e centra così per la prima volta nella sua storia la qualificazione a un mondiale.

### Giochi olimpici
Il primo oro, e anche la prima medaglia olimpica per l'Uzbekistan è stata conquistata nel freestyle da Lina Čerjazova, ai Giochi olimpici invernali di Lillehammer 1994.

### Scacchi
La Nazionale di scacchi uzbeka ha vinto nel 2022 il torneo Open delle Olimpiadi degli scacchi svoltosi a Chennai, India, la massima manifestazione scacchistica per nazioni.

## Ricorrenza nazionale
- 1º settembre: O'zbekiston Respublikasi Mustaqilligi kuni: giorno dell'indipendenza dall'URSS, 1991.